# Edgard de Cerqueira Falcão
Edgard de Cerqueira Falcão (Salvador, Bahia, 10 de abril de 1904 - 8 de fevereiro de 1987) foi um médico e escritor brasileiro.

## Biografia
Edgard de Cerqueira Falcão era filho do Dr. Teófilo Borges Falcão, honrado funcionário público baiano, por três vezes secretário da fazenda do mesmo estado 
, e de D. Maria das Dores Cerqueira Falcão. Fez os primeiros estudos na capital da Bahia entre 1910 e 1919, tendo-se diplomado médico pela Faculdade de Medicina da Bahia em 1925, em cujo curso foi laureado como seu primeiro aluno, e após o qual foi exercer a profissão em Santos, São Paulo.. Em seu tempo livre, exercia a função de historiador, possuindo grande quantidade de publicações em seu nome.

## Publicações
- Fortes coloniais do Salvador, de 1942
- Encantos Tradicionais da Bahia, de 1943
- A Fundação da Cidade do Salvador em 1549, de 1949
- Pirajá da Silva, de 1954
- Isto é a Bahia, de 1954
- Nas paragens do Aleijadinho, de 1955
- Novas Achegas ao Estudo da Determinação da Especificidade do S. M., de 1957
- A Basílica do Senhor Bom Jesus de Congonhas do Campo, de 1962
- José Bonifácio, o Patriarca, Sua Vida e Sua Obra, de 1963
- Lições e Conferências do Prof. Oscar Freire, de 1968
- O pioneirismo dos brasileiros na conquista do ar, de 1969
- Gazeta Médica da Bahia, de 1974